# Gentefied
Gentefied è una serie televisiva americana catalogata come una commedia drammatica. La serie è stata creata da Marvin Lemus e Linda Yvette Chávez. La prima stagione è stata pubblicata su Netflix il 21 febbraio 2020. I protagonisti della serie sono interpretati da Karrie Martin, Joseph Julian Soria, Carlos Santos e Joaquín Cosio. Nel maggio 2020, la serie è stata rinnovata per una seconda stagione, pubblicata il 10 novembre 2021.

## Trama
La serie segue la storia di tre cugini messicano-americani e la loro lotta per inseguire il sogno americano, anche se quello stesso sogno minaccia le cose che hanno di più caro: il loro quartiere, il loro nonno immigrato e il negozio di tacos di famiglia.

## Personaggi e interpreti

### Principali
- Casimiro "Pop" Morales, interpretato da Joaquín Cosío. È il proprietario vedovo di "Mama Fina's".
- Erik Morales, interpretato da J. J. Soria. È uno dei nipoti di Pop e ha un bambino in arrivo.
- Ana Morales, interpretata da Karrie Martin. È una delle nipoti di Pop e ha un lavoro da artista.
- Chris Morales, interpretato da Carlos Santos. È uno dei nipoti di Pop e lavora come chef.

### Ricorrenti
- Yessika Castillo, interpretata da Julissa Calderon. È la ragazza di Ana ed è un'attivista locale.
- Javier, interpretato da Jaime Alvarez. È un musicista locale.
- Tim, interpretato da T. J. Thyne.
- chef Austin, interpretato da Greg Ellis. È il capo di Chris al "Mangia" dove svolge il ruolo di executive chef.
- Lidia Solis, interpretata da Annie Gonzalez. È la fidanzata incinta altamente istruita di Erik.
- Nayeli Morales, interpretata da Bianca Melgar. È la sorella di Ana e un'altra delle nipoti di Pop.
- Beatriz Morales, interpretata da Laura Patalano. È la madre di Ana e Nayeli e lavora come sarta.
- Pancho Solis, interpretato da Rafael Sigler. È il padre di Lidia.
- Chuey, interpretato da Alejandro Patiño.
- Norma, interpretata da Brenda Banda. È una delle dipendenti di Pop.
- Crazy Dave, interpretato da Felipe Esparza.
- Connie, interpretata da Michelle Ortiz.
- Bree Solano, interpretata da Clarissa Thibeaux (stagione 2).[5]
- Ernesto Morales, interpretato da Manuel Uriza (stagione 2).[5]
- Sarai Damian, interpretata da Ivana Rojas (stagione 2).[5]
- Melinna Barragan, interpretata da Melinna Bobadilla (stagione 2).[5]

## Episodi
| Stagione         | Episodi | Prima TV USA | Prima TV Italia |
| ---------------- | ------- | ------------ | --------------- |
| Prima stagione   | 10      | 2020         | 2020            |
| Seconda stagione | 8       | 2021         | 2021            |